# مضيق كالمار

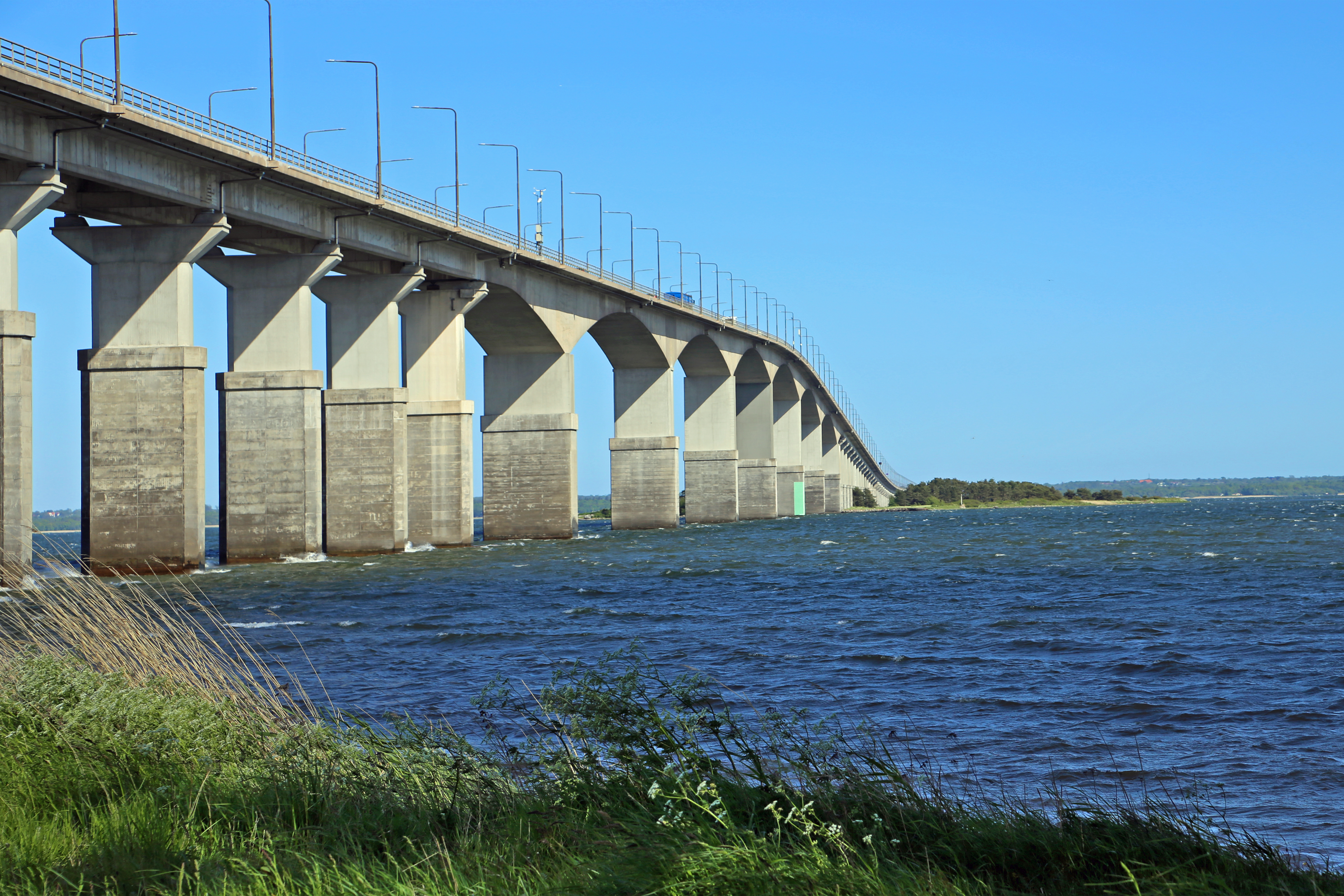
جسر أولاند الذي عبر مضيق كالمار.

مضيق كالمار هو مضيق في بحر البلطيق بين جزيرة أولاند السويدية وإقليم سمولاند في البر السويدي. يبلغ طول المضيق حوالي 130 كيلومتر (81 ميل) وعرضه بين 5 كيلومتر (3.1 ميل) و25 كيلومتر (16 ميل). هناك جسر يمر عبر المضيق يدعى جسر أولاند.